# Gigantochernes rudis
Gigantochernes rudis es una especie de arácnido  del orden Pseudoscorpionida de la familia Chernetidae.

## Distribución geográfica
Se encuentra en Argentina, Paraguay y Brasil.